# 바텐베르크 공자 루이
제1대 밀포드헤이븐 후작 루이 알렉산더 마운트배튼(영어: Louis Alexander Mountbatten, 1st Marquess of Milford Haven, GCB, GCVO, KCMG, PC, 1854년 5월 24일 ~ 1921년 9월 11일) 영국과 독일의 귀족이다.
독일 헤센 대공가 방계 바텐베르크 집안 출신으로, 원래의 이름은 독일어식의 이름인 루트비히 알렉산더 폰 바텐베르크(독일어: Ludwig Alexander von Battenberg)였으나, 제1차 세계 대전 이후에 영국 내에서 독일계 왕족들에 대한 비난 여론이 높아지자, 가족과 함께 독일의 작위를 버리고 바텐베르크를 영어식으로 변형한 마운트배튼(Mountbatten)이라는 성씨와 밀퍼드헤이븐 후작위를 얻었다.
아버지는 헤센의 공족인 헤센의 알렉산더이고, 어머니는 평민 출신의 백작녀인 율리아 하우케이다. 사촌 루트비히 4세 폰 헤센 대공의 딸인 헤센 공녀 빅토리아와 결혼하여 2남 2녀를 두었다. 엘리자베스 2세의 부군 에든버러 공작 필립의 외조부이다.

## 가계
아버지 알렉산더는 헤센의 루트비히 2세와 헤센 대공비 빌헬미네의 다섯 번째 아이이자 4남으로 태어났다. 비록 대공이 친자식으로 인정하였지만, 여동생인 마리아와 함께 대공의 자녀가 아니라 어머니의 혼외자식이라는 것이 공공연한 사실로 받아들여졌으며, 여동생과 함께 하이젠베르크 성에서 자랐다. 여동생이 당시 러시아 제국의 황태자이던 알렉산드르 2세와 결혼하면서 러시아에서 군인 경력을 쌓던중, 여동생의 시종이던 평민 출신의 백작녀 율리아 하우케와 사랑에 빠졌다. 여동생의 시아버지이던 니콜라이 1세는 알렉산더를 매우 아꼈는데 그가 같은 지위의 왕족이 아닌 여성과 결혼하는 것을 반대하였다.
그러나 결국, 둘은 도피하여 귀천상혼을 함으로써 헤센 대공가의 계승권을 잃었고 러시아에서도 쫓겨나게 된다. 그들은 헤센으로 돌아왔고, 형인 루트비히 3세는 율리아 하우케에게 바텐베르크 백작부인의 칭호를 주었고, 후에 바텐베르크 공비로 승격되어 자녀들은 바텐베르크 공자, 공녀의 칭호를 받게 되었다.
따라서 루이는 헤센의 루트비히 4세 대공, 러시아 제국의 황제인 알렉산드르 3세와, 영국의 에든버러 공작 부인이자 작센코부르크고타 공국의 공비인 마리아 알렉산드로브나와 사촌 관계이다.

## 생애
루이는 헤센다름슈타트 공국의 알렉산더와 율리아 하우케의 장남으로 그라츠에서 태어났다. 아버지인 알렉산더와 어머니 율리아의 결혼은 귀천상혼이었으므로 대공가의 상속권을 상실했고 루이는 베텐베르크 공자로서의 작위를 가지고 있었다. 그는 유년기를 북부 이탈리아와 헤센의 하일리젠베르크에서 보냈다. 어머니 율리아는 아이들에게 프랑스어를 가르쳤고 또한 영국인이 아이들의 가정교사로 붙어 있었기 때문에, 루이와 그의 형제들은 자연스럽게 독일어와 프랑스어, 영어를 자유자재로 사용할 수 있었다.
사촌이자, 헤센 대공국의 대공인 루트비히 4세의 아내 앨리스가 영국의 공주인것이 인연이 되어, 14세에 영국 해군에 입대한다. 영국 왕태자 앨버트 에드워드(훗날의 에드워드 7세) 부부의 지중해와 흑해를 오가는 여행에 동행한 것을 시작으로 앨버트와 친분을 유지했다.
1884년 4월에는 루트비히 4세의 딸이자 오촌 조카인 헤센의 빅토리아 공녀와 결혼했다. 빅토리아는 영국의 빅토리아 여왕이 가장 사랑한 외손녀였고, 둘의 결혼식에서 빅토리아의 이모인 베아트리스와 루이의 동생인 하인리히가 사랑에 빠져 결혼함으로써 바텐베르크 가는 여왕의 영향력 아래에 놓인다.
루이는 자신의 능력을 보여주기 위해 군사 작전에 적극이었고, 해군에서의 출세에 열심이었다. 1912년에는 제1해군의 함장까지 되지만, 외국의 왕족이라는 점과 영국 왕실과의 관계가 치명적인 약점으로 작용하였다. 게다가 제1차 세계 대전이 끝난 직후에 일어난 영국 내의 반독일 정서로 인하여, 1914년에 퇴역하고 와이트 섬에 있는 자신의 저택 켄트 하우스에 틀어 박혀 지냈다.
1917년 7월 14일 루이는 바텐베르크라는 성과 독일의 귀족으로서의 지위를 버리고 마운트배튼(영어: Mountbatten)으로 성씨를 변경했고, 3일 후인 7월 17일에는 영국의 국왕인 조지 5세로부터 밀포드 헤이븐 후작의 지위를 받았다. 루이와 아내 빅토리아, 그리고 이미 그리스의 왕자인 안드레아스와 결혼한 장녀 앨리스를 제외한 나머지 아이들은 이후 마운트배튼 성을 자칭했다. 이 때문에, 앨리스의 막내아들인 그리스 왕자 필리포스는 영국의 공주 엘리자베스와 결혼할 때 그리스와 덴마크의 왕위 계승권을 포기하고, 외가쪽 성인 마운튼배튼의 성을 사용하게 된다.
제1차 세계 대전 동안 루이의 처제들인 러시아 대공비 엘리자베타와 러시아 황후 알렉산드라는 볼셰비키에 의해 살해된다. 엘리자베타의 시신은 오랜 기간 동안 운구되어, 1921년 1월에 생전의 그녀의 희망대로 팔레스타인 지방의 예루살렘에 매장되었고, 루이 부부는 그 자리에 참석했다. 후에 딸 앨리스 또한 본인의 바람대로 이모를 따라 예루살렘으로 이장되었다.
전후 1919년, 루이의 가족들은 재정적 사정의 악화로 켄트 하우스를 매각하지 않으면 안되었다. 그는 영국 해군으로부터 받은 훈장을 팔았다. 러시아에 투자한 재산은 볼셰비키 정부에 의해 몰수되었고, 독일에 있던 자산도 독일 마르크의 엄청난 인플레이션으로 가치가 없어져 버렸기 때문이다. 1920년에는 아버지 알렉산더로부터 상속받은 하일리젠베르크 성마저 매각하고 말았다. 1921년, 루이는 독감에 의해 사망했다.

## 자녀
| 사진 | 이름   | 생일            | 사망                  | 기타                                              |
| ---- | ------ | --------------- | --------------------- | ------------------------------------------------- |
|      | 앨리스 | 1885년 2월 25일 | 1969년 12월 5일(84세) | 그리스와 덴마크의 왕자 안드레아스와 결혼, 1남 4녀 |
|      | 루이즈 | 1889년 7월 13일 | 1965년 3월 5일(75세)  | 스웨덴 구스타프 6세 아돌프와 결혼, 자녀 없음      |
|      | 조지   | 1892년 12월 6일 | 1938년 4월 8일(45세)  | 나데이다 미하일로브나 데 토르비과 결혼, 1남 1녀   |
|      | 루이   | 1900년 6월 25일 | 1979년 8월 27일(79세) | 에드위나 애슐리와 결혼, 2녀                       |